# Bolt Arena
Bolt Arena (ze względów sponsorskich, nazywał się Telia 5G -areena do stycznia 2020, Sonera Stadium do kwietnia 2017, a także Finnair Stadium do sierpnia 2010, znany także jako Töölön jalkapallostadion) – stadion piłkarski, położony w Helsinkach, Finlandia. Swoje mecze na tym obiekcie rozgrywa zespół HJK Helsinki. Jego pojemność wynosi 10 770 miejsc.

## Historia stadionu
Oddany został do użytku w 2000 roku. Położony jest on zaledwie kilkadziesiąt metrów od Stadionu Olimpijskiego w Helsinkach. Stadion początkowo posiadał naturalną nawierzchnię, jednak ze względu na niedostatek światła słonecznego została ona zastąpiona sztuczną trawą w 2003 roku. W tym samym roku był areną zmagań Mistrzostw Świata U-17, będąc równocześnie pierwszym stadionem ze sztuczną nawierzchnią w rozgrywkach pod egidą FIFA.
W 2009 roku rozgrywane były tutaj Mistrzostwa Europy w Piłce Nożnej Kobiet 2009. W związku z tym na czas turnieju na stadionie znów pojawiła się naturalna trawa.
15 listopada 2019 roku, reprezentacja Finlandii rozegrała na tym stadionie mecz z Liechtensteinem, który dał im pierwszy w historii awans na Mistrzostwa Europy w Piłce Nożnej.